# Abugida

So sánh các abugidas khác nhau xuất phát từ tự bản Brahmi. Có thể Shiva bảo vệ những người vui thích với ngôn ngữ của các vị thần. (Kalidasa)

Abugida (/ɑːbʊˈɡiːdə/ hoặc /ɑːbʊˈɡiːdə/) (từ Ge'ez: አቡጊዳ 'abugida), hoặc alphasyllabary, là một hệ thống chữ viết phân đoạn trong đó các chuỗi nguyên âm phụ âm được viết dưới dạng một đơn vị: mỗi đơn vị dựa trên một chữ cái phụ âm và ký hiệu nguyên âm là phụ.  Điều này trái ngược với một bảng chữ cái đầy đủ, trong đó các nguyên âm có vị thế ngang bằng với phụ âm và với một abjad, trong đó đánh dấu nguyên âm là không có, một phần hoặc tùy chọn (mặc dù trong ngữ cảnh ít chính thức hơn, cả ba loại chữ viết có thể được gọi là bảng chữ cái).  Các thuật ngữ cũng tương phản chúng với một âm tiết, trong đó các ký hiệu không thể được chia thành các phụ âm và nguyên âm riêng biệt.  Abugidas bao gồm dòng chữ Brahmic rộng lớn tại Nam và Đông Nam Á, chữ viết Ge'ez (vốn bắt nguồn là abjad từ ngữ tộc Semit) và âm tiết thổ dân Canada (bản thân chúng dựa trên một phần của chữ viết Brahmic).
Như trường hợp của các âm tiết, các đơn vị của hệ thống chữ viết có thể bao gồm các đại diện cả âm tiết và phụ âm.  Đối với các chữ viết của gia đình Brahmic, thuật ngữ akshara được sử dụng cho các đơn vị.
Abugida như một thuật ngữ trong ngôn ngữ học đã được Peter T. Daniels đề xuất trong bài viết năm 1990 của ông về các hệ thống chữ viết. 'Äormsida là một tên tiếng Ethiopia cho chữ viết Ge'ez, được lấy từ bốn chữ cái của tập lệnh đó, ' ä bu gi da, theo cách tương tự như cách mà abecedary có nguồn gốc từ tiếng Latin a be ce de, abjad có nguồn gốc từ a b j d tiếng Ả Rập và alphabet - bảng chữ cái được lấy từ tên của hai chữ cái đầu tiên trong bảng chữ cái Hy Lạp, alpha và beta.  Khi Daniels sử dụng từ này, một abugida trái ngược với một âm tiết, trong đó các chữ cái có phụ âm hoặc nguyên âm chia sẻ không có sự tương đồng cụ thể với nhau, và với một bảng chữ cái thích hợp, trong đó các chữ cái độc lập được sử dụng để biểu thị cả phụ âm và nguyên âm.  Thuật ngữ alphasyllabary được William Bright đề xuất cho các văn bản Ấn Độ vào năm 1997, theo cách sử dụng ngôn ngữ Nam Á, để truyền đạt ý tưởng rằng "chúng chia sẻ các tính năng của cả bảng chữ cái và âm tiết." 
Abugidas từ lâu đã được coi là các âm tiết, hoặc trung gian giữa các âm tiết và bảng chữ cái, và các âm tiết thuật ngữ được giữ lại trong tên của âm tiết thổ dân Canada.  Các thuật ngữ khác đã được sử dụng bao gồm neosyllabary (Février 1959), pseudo- alph (Householder 1959), semisyllabary (Diringer 1968; một từ có cách sử dụng khác) và bảng chữ cái âm tiết (Coulmas 1996; thuật ngữ này cũng là một từ đồng nghĩa với âm tiết).